# Re di Galizia
Il Regno di Galizia nacque quando il re delle Asturie, Alfonso III, alla sua morte, divise il proprio regno tra i tre figli maggiori e la Galizia venne data al secondogenito, Ordoño II. Nei secoli successivi il Regno di Galizia finì in unione personale con il Regno di León. Dal 1230, così come il Regno di León, divenne un regno della corona di Castiglia e tale rimase il suo status giuridico sino al 30 novembre 1833, quando fu varata una riforma amministrativa della Spagna, che cancellò i vecchi reami, con i rispettivi fueros, istituendo al loro posto le province. La Galizia, in particolare, fu divisa in quattro province: A Coruña, Ourense, Pontevedra, e Lugo.
In due periodi distinti, la Galizia fu occupata dai re portoghesi, che si proclamarono re di Galizia. Ciò avvenne sotto Ferdinando I, durante la prima guerra civile castigliana, e sotto Alfonso V, durante la seconda guerra civile castigliana.

## Dinastia asturiana (910-1037)
| Immagine | Nome                                                          | Data di nascita | Morte            | Regno         | Regno             | Matrimoni | Note |
| Immagine | Nome                                                          | Data di nascita | Morte            | Inizio        | Fine              | Matrimoni | Note |
| -------- | ------------------------------------------------------------- | --------------- | ---------------- | ------------- | ----------------- | --- | --- |
|          | Ordoño II Alfonso il Grande (873 – León, gennaio 924)         | 873             | gennaio 924      | 910           | gennaio 924       | (1) Elvira Menéndez quattro figli e una figlia (2) Aragonta Gutierrez nessun figlio (3) Sancha Sanchez nessun figlio | Figlio di Alfonso III delle Asturie; tra il 914 e il 924 fu anche re di León.                                                                            |
|          | Fruela II delle Asturie il Lebbroso (875 – luglio 925)        | 875             | luglio 925       | gennaio 924   | luglio 925        | (1) Munia Jimenez un figlio (2) Urraca due figli                                                                     | Fratello di Ordoño II; re delle Asturie dal 910 e re di León dal 924.                                                                                    |
|          | Alfonso IV Froilaz (911 circa – 933 circa)                    | circa 911       | circa 933        | luglio 925    | 926 (deposizione) | - | Figlio di Fruela II; per pochi mesi nel 925 fu anche re di León, nominalmente fino al 932.                                                               |
|          | Sancho I Ordoñez (895 – 929)                                  | 895             | 929              | 926           | 929               | Goto Muñoz nessun figlio                                                                                             | Figlio di Ordoño II; spodestò il cugino Alfonso. |
|          | Alfonso V Ordoñez il Monaco (899 circa – Sahagún, agosto 933) | 899             | agosto 933       | 929           | 931               | Onneca Sanchez di Pamplona due figli                                                                                 | Figlio di Ordoño II; Alfonso IV come re di León tra il 925 e il 931, abdicò in favore del fratello Ramiro per farsi monaco.                              |
|          | Ramiro II Ordoñez il Grande (900 – León, 951)                 | 900             | 951              | 931           | 951               | (1) Adosinda Gutiérrez due figli e una figlia (2) Urraca Sanchez un figlio e una figlia                              | Figlio di Ordoño II; re di León, si autoproclamò re di Galizia tra il 929 e il 930.                                                                      |
|          | Ordoño III Ramirez (926 circa – Zamora, 956)                  | circa 926       | 956              | 951           | 956               | Urraca di Castiglia un figlio e una figlia                                                                           | Figlio di Ramiro II |
|          | Sancho II Ramirez il Grasso (935 circa – dicembre 966)        | circa 935       | dicembre966      | 956           | 958 (deposizione) | Teresa Ansúrez un figlio e una figlia                                                                                | Figlio di Ramiro II; Sancho I come re di León, venne detronizzato dal cugino Ordoño.                                                                     |
|          | Ordoño IV Alfonso il Malvagio (926 – Cordova, 962)            | 926             | 962              | 958           | 960 (deposizione) | Urraca di Castiglia nessun figlio                                                                                    | Figlio di Alfonso V; re di León, dopo aver detronizzato il cugino Ordoño, venne a sua volta spodestato da quest'ultimo.                                  |
|          | Sancho II Ramirez il Grasso (935 circa – dicembre 966)        | circa 935       | dicembre 966     | 960           | dicembre 966      | Teresa Ansúrez un figlio e una figlia                                                                                | Riconquistò le corone di León e Galizia. |
|          | Ramiro III Sanchez (961 – Astorga, 985)                       | 961             | 26 giugno 985    | dicembre 966  | 982 (deposizione) | Sancha Gómez de Saldana un figlio                                                                                    | Figlio di Sancho II; re di León, venne detronizzato, dal Regno di Galizia nel 982 e dal Regno di León nel 984, una congiura a favore del cugino Bermudo. |
|          | Bermudo II Ordoñez il Gottoso                                 | 953             | settembre 999    | 982           | settembre 999     | (1) Velasquita una figlia (2) Elvira di Castiglia un figlio e due figlie                                             | Figlio di Ordoño III; re di León tra il 984 e il 999. |
|          | Alfonso VI Bermudez il Nobile                                 | 996             | 5 luglio 1028    | settembre 999 | 5 luglio 1028     | (1) Elvira Menéndez un figlio e una figlia (2) Urraca Garcés una figlia                                              | Figlio di Bermudo III; Alfonso V come re di León, tra il 999 e il 1007 fu sotto la reggenza della madre.                                                 |
|          | Bermudo III Alfonso                                           | circa 1017      | 4 settembre 1037 | 5 luglio 1028 | 4 settembre 1037  | (1) Urraca un figlio (2) Elvira nessun figlio (3) Jimena Sánchez nessun figlio                                       | Figlio di Alfonso VI; re di León. |

## Dinastia di Jiménez di Navarra (1037-1112)
| Nome                   | Immagine | Data di nascita | Morte            | Regno            | Regno              | Matrimoni | Note |
| Nome                   | Immagine | Data di nascita | Morte            | Inizio           | Fine               | Matrimoni | Note |
| ---------------------- | -------- | --------------- | ---------------- | ---------------- | ------------------ | --- | --- |
| Ferdinando I il Grande |          | circa 1016      | 27 dicembre 1065 | 4 settembre 1037 | 27 dicembre 1065   | Sancha tre figli e due figlie | Cognato di Bermudo III, fratello di Jimena, e marito di Sancha, sorella di Bermudo; dal 1035 al 1038 fu conte di Castiglia, per poi esser proclamato re di Castiglia nel 1038. |
| García I               |          | circa 1042      | 1090             | 1065             | 1071 (deposizione) | - | Figlio di Ferdinando I; venne deposto dal fratello Sancho II. |
| Sancho III             |          | 1036            | 7 ottobre 1072   | 1071             | 1072               | Alberta nessun figlio | Figlio di Ferdinando I, fu re di Castiglia come Sancho II; si scontrò con i fratelli García e Alfonso. Dopo essersi alleato con quest'ultimo, spodestò García, per poi sconfiggere anche Alfonso, riuscendo così a riunire le corone di Castiglia, di León e di Galizia.                                                                                                   |
| García I               |          | 1042 circa      | 1090             | 1072             | 1073 (deposizione) | - | Dopo esser stato deposto dal fratello Sancho, alla morte di quest'ultimo riuscì a recuperare il proprio regno, per poi essere nuovamente, e definitivamente, deposto dal fratello Alfonso. |
| Alfonso VII            |          | circa 1040      | 1 giugno 1109    | 1073             | 1093               | (1) Agnese d'Aquitania nessun figlio (2) Costanza di Borgogna una figlia (3) Berta di Borgogna nessun figlio (4) Beatrice d'Aquitania nessun figlio | Figlio di Ferdinando I, fu re di León come Alfonso VI; si scontrò con i fratelli García e Sancho. Dopo essersi alleato con quest'ultimo e aver sconfitto García, venne spodestato ed esiliato dallo stesso Sancho. Alla morte di Sancho riuscì a ottenere le corone di Castiglia e León, per poi conquistare quella di Galizia catturando ed esiliando il fratello García. |
| Urraca                 |          | circa 1080      | 8 marzo 1126     | 1093             | 1112               | (1) Raimondo di Borgogna un figlio e una figlia (2) Alfonso I d'Aragona nessun figlio                                                               | Figlia di Alfonso VII; subentrata al marito col titolo di regina, poi anche regina di León e Castiglia tra il 1109 e il 1126. |

## Anscarici (1112-1369)
| Nome                      | Immagine | Data di nascita  | Morte             | Regno             | Regno             | Matrimoni | Note |
| Nome                      | Immagine | Data di nascita  | Morte             | Inizio            | Fine              | Matrimoni | Note |
| ------------------------- | -------- | ---------------- | ----------------- | ----------------- | ----------------- | --- | --- |
| Raimondo di Borgogna      |          | circa 1059       | settembre 1107    | 1093              | settembre 1107    | Urraca un figlio e una figlia                                                                                    | Marito di Urraca; nominato governatore della Galizia dal suocero Alfonso VII.                                                                                                  |
| Alfonso VII l'Imperatore  |          | 1 marzo 1105     | 21 agosto 1157    | 1112              | 21 agosto 1157    | (1) Berenguela di Barcellona quattro figli e tre figlie (2) Richenza Piast un figlio e una figlia                | Figlio di Urraca e di Raimondo di Borgogna; Alfonso VII come re di León e Castiglia tra il 1126 e il 1157. Concesse l'indipendenza al Portogallo governato dal cugino Alfonso. |
| Ferdinando II             |          | 1137             | 22 gennaio 1188   | 21 agosto 1157    | 22 gennaio 1188   | (1) Urraca del Portogallo un figlio (2) Teresa Fernández de Traba due figli (3) Urraca López de Haro tre figli   | Figlio di Alfonso VIII; re di León. |
| Alfonso IX                |          | 15 agosto 1171   | 24 settembre 1230 | 22 gennaio 1188   | 24 settembre 1230 | (1) Teresa del Portogallo un figlio e due figlie (2) Berenguela di Castiglia due figli e tre figlie              | Figlio di Ferdinando II; re di León. |
| Sancha                    |          | 1191             | 1243              | 24 settembre 1230 | 1230              | - | Figlia di Alfonso IX; Sancha II come regina di León, co-regnante insieme alla sorella Dolce.                                                                                   |
| Dolce                     |          | circa 1194       | 1245              | 24 settembre 1230 | 1230              | - | Figlia di Alfonso IX; regina di León, co-regnante insieme alla sorella Sancha.                                                                                                 |
| Ferdinando III il Santo   |          | 5 agosto 1201    | 30 maggio 1252    | 1230              | 30 maggio 1252    | (1) Elisabetta Hohenstaufen sette figli e tre figlie (2) Giovanna di Dammartin quattro figli e una figlia        | Figlio di Alfonso IX; re di Castiglia dal 1217 al 1252, divenne re di León dopo l'abdicazione delle sorelle nel 1230.                                                          |
| Alfonso X il Saggio       |          | 23 novembre 1221 | 4 aprile 1284     | 30 maggio 1252    | 4 aprile 1284     | Violante d'Aragona cinque figli e sei figlie                                                                     | Figlio di Ferdinando III; re di Castiglia e di León. |
| Sancho IV l'Ardito        |          | 12 maggio 1258   | 25 aprile 1295    | 4 aprile 1284     | 25 aprile 1295    | Maria di Molina cinque figli e due figlie                                                                        | Figlio di Alfonso X; re di Castiglia e di León. |
| Ferdinando IV il Chiamato |          | 6 dicembre 1285  | 7 settembre 1312  | 25 aprile 1295    | 7 settembre 1312  | Costanza del Portogallo un figlio e due figlie                                                                   | Figlio di Sancho IV; re di Castiglia e di León. |
| Alfonso XI il Giustiziere |          | 13 agosto 1311   | 26 marzo 1350     | 7 settembre 1312  | 26 marzo 1350     | (1) Costanza Manuel nessun figlio (2) Maria di Portogallo due figli                                              | Figlio di Ferdinando IV; re di Castiglia e di León. |
| Pietro I il Crudele       |          | 30 agosto 1334   | 22 marzo 1369     | 26 marzo 1350     | 22 marzo 1369     | (1) Bianca di Borbone nessun figlio (2) Maria di Padilla un figlio e tre figlie (3) Giovanna de Castro un figlio | Figlio di Alfonso XI; re di Castiglia e di León. |

## Prima occupazione portoghese (1369-1371)
| Nome                  | Immagine | Data di nascita | Morte           | Regno  | Regno | Matrimoni                                         | Note                                                    |
| Nome                  | Immagine | Data di nascita | Morte           | Inizio | Fine  | Matrimoni                                         | Note                                                    |
| --------------------- | -------- | --------------- | --------------- | ------ | ----- | ------------------------------------------------- | ------------------------------------------------------- |
| Ferdinando V il Bello |          | 31 ottobre 1345 | 29 ottobre 1383 | 1369   | 1371  | Eleonora Telles de Menezes due figli e una figlia | Occupò la Galizia durante la guerra civile castigliana. |

## Trastámara (1369-1474)
| Nome                   | Immagine | Data di nascita | Morte            | Regno            | Regno            | Matrimoni                                                                                         | Note                                                                                      |
| Nome                   | Immagine | Data di nascita | Morte            | Inizio           | Fine             | Matrimoni                                                                                         | Note                                                                                      |
| ---------------------- | -------- | --------------- | ---------------- | ---------------- | ---------------- | ------------------------------------------------------------------------------------------------- | ----------------------------------------------------------------------------------------- |
| Enrico I il Bastardo   |          | 13 gennaio 1332 | 29 maggio 1379   | 22 marzo 1369    | 29 maggio 1379   | Giovanna Manuele un figlio e due figlie                                                           | Figlio naturale di Alfonso XI; re di Castiglia e di León, Enrico II come re di Castiglia. |
| Giovanni I             |          | 24 agosto 1458  | 9 ottobre 1390   | 29 maggio 1379   | 9 ottobre 1390   | (1) Eleonora d'Aragona due figli e una figlia (2) Beatrice del Portogallo un figlio               | Figlio di Enrico I; re di Castiglia e di León.                                            |
| Enrico II l'Infermo    |          | 4 ottobre 1379  | 25 dicembre 1406 | 29 maggio 1379   | 25 dicembre 1406 | Caterina di Lancaster un figlio e due figlie                                                      | Figlio di Giovanni I; re di Castiglia e di León, Enrico III come re di Castiglia.         |
| Giovanni II            |          | 6 marzo 1405    | 20 luglio 1454   | 25 dicembre 1406 | 20 luglio 1454   | (1) Maria di Trastámara un figlio e tre figlie (2) Isabella del Portogallo un figlio e una figlia | Figlio di Enrico II; re di Castiglia e di León.                                           |
| Enrico III l'Impotente |          | 25 gennaio 1425 | 11 dicembre 1474 | 20 luglio 1454   | 11 dicembre 1474 | (1) Bianca di Trastámara una figlia (2) Giovanna del Portogallo nessun figlio                     | Figlio di Giovanni II; re di Castiglia e di León, Enrico IV come re di Castiglia.         |

## Seconda occupazione portoghese (1475-1479)
| Nome                   | Immagine | Data di nascita | Morte          | Regno  | Regno | Matrimoni                                                                               | Note                                                            |
| Nome                   | Immagine | Data di nascita | Morte          | Inizio | Fine  | Matrimoni                                                                               | Note                                                            |
| ---------------------- | -------- | --------------- | -------------- | ------ | ----- | --------------------------------------------------------------------------------------- | --------------------------------------------------------------- |
| Alfonso XII l'Africano |          | 15 gennaio 1432 | 28 agosto 1481 | 1475   | 1479  | (1) Isabella di Coimbra due figli e una figlia (2) Giovanna di Trastámara nessun figlio | Occupò la Galizia durante la guerra di successione castigliana. |

## Trastámara (1474-1555)
| Nome                    | Immagine | Data di nascita | Morte            | Regno            | Regno            | Matrimoni                                       | Note                                                                            |
| Nome                    | Immagine | Data di nascita | Morte            | Inizio           | Fine             | Matrimoni                                       | Note                                                                            |
| ----------------------- | -------- | --------------- | ---------------- | ---------------- | ---------------- | ----------------------------------------------- | ------------------------------------------------------------------------------- |
| Isabella I la Cattolica |          | 22 aprile 1451  | 26 novembre 1504 | 11 dicembre 1474 | 26 novembre 1504 | Ferdinando d'Aragona un figlio e quattro figlie | Sorella di Enrico III; regina di Castiglia e León e regina consorte di Aragona. |
| Giovanna la Pazza       |          | 6 novembre 1479 | 12 aprile 1555   | 26 novembre 1504 | 12 aprile 1555   | Filippo I d'Asburgo due figli e quattro figlie  | Figlia di Isabella I; regina di Castiglia e León.                               |

## Asburgo (1506-1700)
| Nome                   | Immagine | Data di nascita  | Morte             | Regno             | Regno                      | Matrimoni | Note                                                                                                 |
| Nome                   | Immagine | Data di nascita  | Morte             | Inizio            | Fine                       | Matrimoni | Note                                                                                                 |
| ---------------------- | -------- | ---------------- | ----------------- | ----------------- | -------------------------- | --- | --- |
| Filippo I il Bello     |          | 22 luglio 1478   | 25 settembre 1506 | 28 giugno 1506    | 25 settembre 1506          | Giovanna due figli e quattro figlie | Marito di Giovanna; Re consorte di Castiglia e di León.                                              |
| Carlo I                |          | 24 febbraio 1500 | 21 settembre 1558 | 14 marzo 1516     | 16 gennaio 1556 (abdicato) | Isabella d'Aviz tre figli e due figlie | Figlio di Giovanna e Filippo I; Imperatore, Re di Napoli e di Sicilia e Re di Sardegna               |
| Filippo II il Prudente |          | 21 maggio 1527   | 13 settembre 1598 | 16 gennaio 1556   | 13 settembre 1598          | (1) Maria Emanuela d'Aviz un figlio (2) Maria I d'Inghilterra nessun figlio (3) Elisabetta di Valois cinque figlie (4) Anna d'Austria quattro figli e una figlia | Figlio di Carlo I; Re del Portogallo; Re di Napoli e di Sicilia, Re di Sardegna e Duca di Milano     |
| Filippo III il Pio     |          | 14 aprile 1578   | 31 marzo 1621     | 13 settembre 1598 | 31 marzo 1621              | Margherita d'Austria-Stiria quattro figli e quattro figlie | Figlio di Filippo II; Re del Portogallo; Re di Napoli e di Sicilia, Re di Sardegna e Duca di Milano  |
| Filippo IV il Grande   |          | 8 aprile 1605    | 17 settembre 1665 | 31 marzo 1621     | 17 settembre 1665          | (1) Elisabetta di Borbone un figlio e sei figlie (2) Maria Anna d'Austria tre figli e due figlie                                                                 | Figlio di Filippo III; Re del Portogallo; Re di Napoli e di Sicilia, Re di Sardegna e Duca di Milano |
| Carlo II lo Stregato   |          | 6 novembre 1661  | 1º novembre 1700  | 17 settembre 1665 | 1 novembre 1700            | (1) Maria Luisa d'Orléans nessun figlio (2) Maria Anna del Palatinato-Neuburg nessun figlio                                                                      | Figlio di Filippo IV;; Re di Napoli e di Sicilia, Re di Sardegna e Duca di Milano                    |

## Borbone (1700-1808)
| Nome           | Immagine | Data di nascita   | Morte             | Regno            | Regno                      | Matrimoni | Note                                                                                 |
| Nome           | Immagine | Data di nascita   | Morte             | Inizio           | Fine                       | Matrimoni | Note                                                                                 |
| -------------- | -------- | ----------------- | ----------------- | ---------------- | -------------------------- | --- | ------------------------------------------------------------------------------------ |
| Filippo V      |          | 19 dicembre 1683  | 9 luglio 1746     | 16 novembre 1700 | 14 gennaio 1724 (abdicato) | (1) Maria Luisa di Savoia quattro figli (2) Elisabetta Farnese quattro figli e tre figlie | Figlio di Luigi il Gran Delfino, figlio di Maria Teresa, sorella di Carlo II         |
| Luigi I        |          | 25 agosto 1707    | 31 agosto 1724    | 14 gennaio 1724  | 31 agosto 1724             | Luisa Elisabetta d'Orléans nessun figlio | Figlio di Filippo V                                                                  |
| Filippo V      |          | 19 dicembre 1683  | 9 luglio 1746     | 31 agosto 1724   | 9 luglio 1746              | (1) Maria Luisa di Savoia quattro figli (2) Elisabetta Farnese quattro figli e tre figlie | Ritornato sul trono dopo la morte del figlio Luigi.                                  |
| Ferdinando VI  |          | 23 settembre 1713 | 10 agosto 1759    | 9 luglio 1746    | 10 agosto 1759             | Maria Barbara di Braganza nessun figlio | Figlio di Filippo V                                                                  |
| Carlo III      |          | 20 gennaio 1716   |                   | 10 agosto 1759   | 14 dicembre 1788           | Maria Amalia di Sassonia sei figli e sette figlie | Figlio di Filippo V; Duca di Parma (1731-1735) Re di Napoli e di Sicilia (1735-1759) |
| Carlo IV       |          | 11 novembre 1748  |                   | 14 dicembre 1788 | 19 marzo 1808 (deposto)    | Maria Luisa di Parma otto figli e sei figlie | Figlio di Carlo III; detronizzato dal figlio Ferdinando.                             |
| Ferdinando VII |          | 14 ottobre 1784   | 29 settembre 1833 | 19 marzo 1808    | 6 maggio 1808 (deposto)    | (1) Maria Antonia di Borbone-Due Sicilie nessun figlio (2) Maria Isabella di Braganza due figlie (3) Maria Giuseppa di Sassonia nessun figlio (4) Maria Cristina delle Due Sicilie due figlie | Figlio di Carlo IV; deposto per intervento di Napoleone.                             |
| Carlo IV       |          | 11 novembre 1748  | 20 gennaio 1819   | 6 maggio 1808    | 6 giugno 1808 (deposto)    | Maria Luisa di Parma otto figli e sei figlie | Costretto da Napoleone a rinunciare alla corona.                                     |

## Bonaparte (1808-1813)
| Nome       | Immagine | Data di nascita | Morte          | Regno         | Regno                      | Matrimoni              | Note                                                                 |
| Nome       | Immagine | Data di nascita | Morte          | Inizio        | Fine                       | Matrimoni              | Note                                                                 |
| ---------- | -------- | --------------- | -------------- | ------------- | -------------------------- | ---------------------- | -------------------------------------------------------------------- |
| Giuseppe I |          | 7 gennaio 1768  | 28 luglio 1844 | 6 giugno 1808 | 11 dicembre 1813 (deposto) | Julie Clary tre figlie | Posto sul trono dal fratello Napoleone; già Re di Napoli (1806-1808) |

## Borbone (1813-1833)
| Nome           | Immagine | Data di nascita | Morte             | Regno             | Regno             | Matrimoni | Note                                                             |
| Nome           | Immagine | Data di nascita | Morte             | Inizio            | Fine              | Matrimoni | Note                                                             |
| -------------- | -------- | --------------- | ----------------- | ----------------- | ----------------- | --- | ---------------------------------------------------------------- |
| Ferdinando VII |          | 14 ottobre 1784 | 29 settembre 1833 | 11 dicembre 1813  | 29 settembre 1833 | (1) Maria Antonia di Borbone-Due Sicilie nessun figlio (2) Maria Isabella di Braganza due figlie (3) Maria Giuseppa di Sassonia nessun figlio (4) Maria Cristina delle Due Sicilie due figlie | Restaurato                                                       |
| Isabella II    |          | 10 ottobre 1830 | 10 aprile 1904    | 29 settembre 1833 | 30 novembre 1833  | Francesco d'Assisi di Borbone-Spagna sei figli e tre figlie | Figlia di Ferdinando VII; il trono le fu conteso dallo zio Carlo |